# Corpus Kristi - og drømmen om fred
Corpus Kristi - og drømmen om fred er dansk en eksperimentalfilm fra 1983, der er instrueret af Carsten Sønder efter manuskript af ham selv og Erik Kr. Sloth.

## Handling
Filmen har ingen egentlig handling, men kredser i en række stemninger om krigen i stort og småt. Den viser volden og aggressionerne, der ulmer under overfladen. Ikke krig med soldater og bomber, men den lille krig mellem mennesker i dagligdagen. Skænderier, slagsmål. På en banegård. Mellem legende børn. Krigen ses som en sindstilstand.